# Polioxolmis rufipennis
Polioxolmis rufipennis е вид птица от семейство Tyrannidae, единствен представител на род Polioxolmis.

## Разпространение
Видът е разпространен в Аржентина, Боливия, Перу и Чили.